# Aire marine protégée de Punta Campanella
L'aire marine protégée de Punta Campanella (en italien : Area naturale marina protetta Punta Campanella) est une aire marine protégée créée en 1997 dans la ville métropolitaine de Naples en Campanie,.
Le promontoire de Punta Campanella est situé entre la côte de Sorrente et la côte amalfitaine, séparant le golfe de Naples du golfe de Salerne et s'étendant sur une superficie de plus de 1 500 hectares de mer, entre les communes de Massa Lubrense et Positano. L'espace naturel protégé comprend environ 40 km de côte et de mer à proximité. Elle est classée aire spécialement protégée d'importance méditerranéenne (ASPIM)  .

## Description

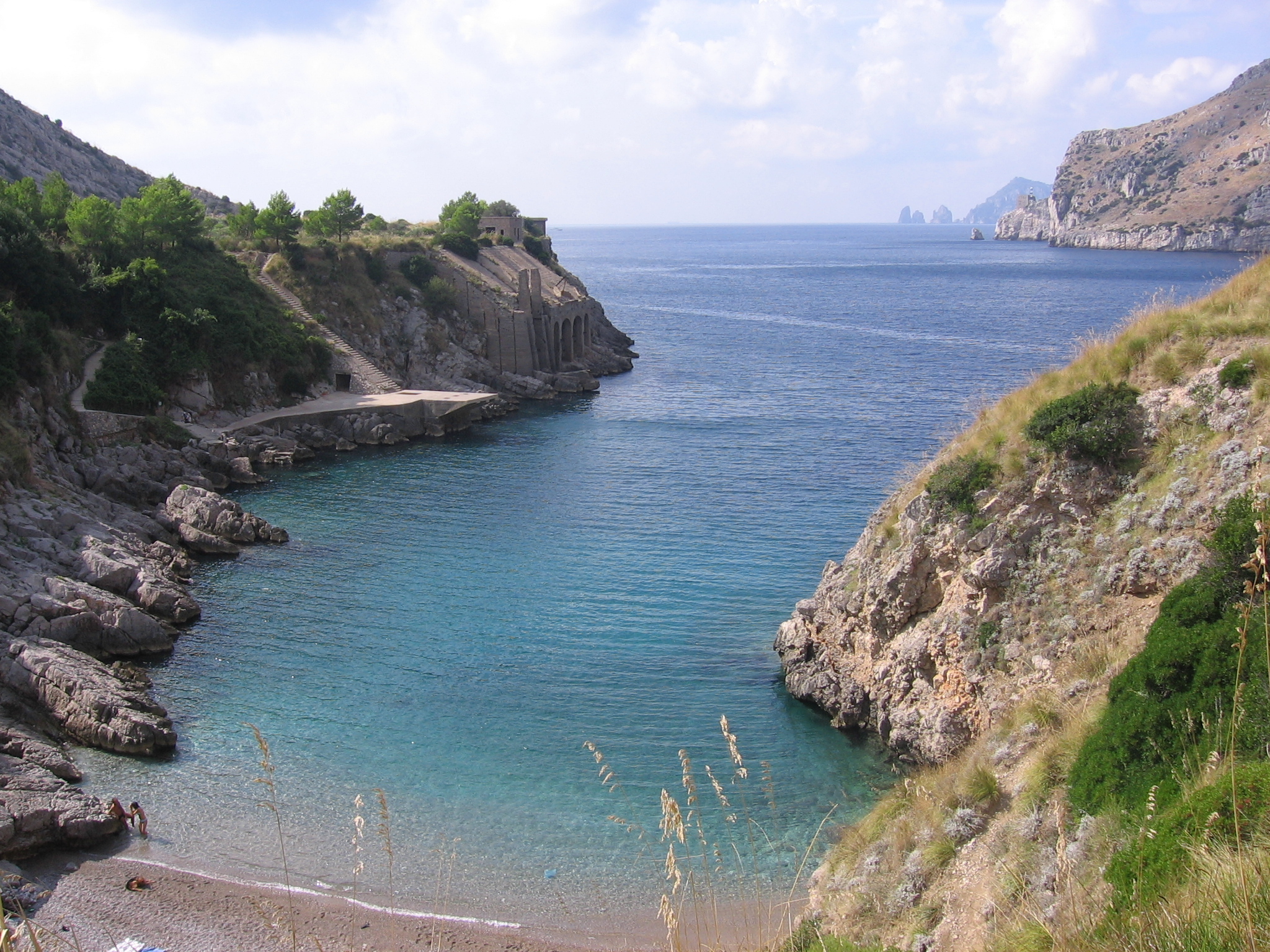
Vue sur le golfe de Naples

L'aire marine protégée est caractérisée par des falaises calcaires qui descendent dans la mer, créant des parois rocheuses qui descendent jusqu'à 50 m de profondeur et plus. Au pied des falaises, le paysage sous-marin est caractérisé par la vasière, également typique du reste du golfe de Naples. La présence de falaises surplombant la mer laisse peu de place aux plages et aux douces pentes sous-marines, de sorte que la flore et la faune locales, amateurs de lumière, sont très peu présentes (limitées de 5 à 10 m), alors qu'elles apparaissent également à quelques mètres de la mer avec des organismes sciaphiliques que l'on trouve généralement à de plus grandes profondeurs .

### Flore aquatique
Parmi les plantes ombrophiles présentes sur les fonds marins rocheux du promontoire, se distinguent les algues rouges (Peyssonneliaceae, ...), certaines algues mésophiles (Jania rubens,...). Les Parazoanthus axinellae représentent la population la plus abondante dans le milieu marin, recouvrant les roches en couches superposées de différentes espèces. L'espèce typique de la région était le corail rouge, mais il a été détruit dans la région par la pêche sauvage aux XIXe et XXe siècles. On y trouve également de nombreuses espèces de Porifera, d' Hydrozoa, d' Ectoprocta et de Serpule. Les Anthozoa sont également très répandus dans la péninsule de Sorrente ; on y trouve des Scleractinia, des Gorgonacea et des Zoantharia.

## Galerie

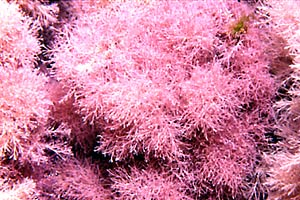
Jania rubens.
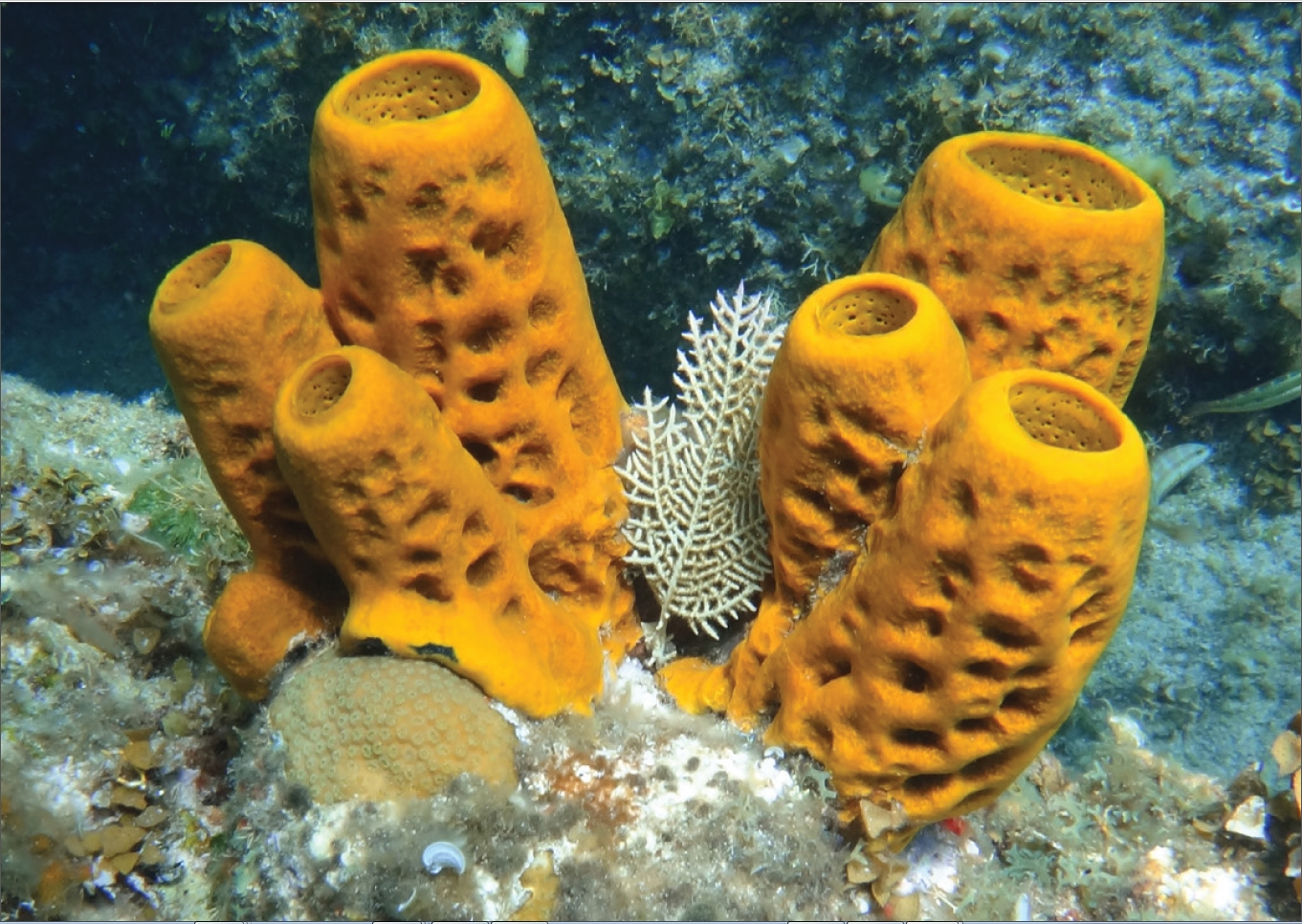
Porifera.
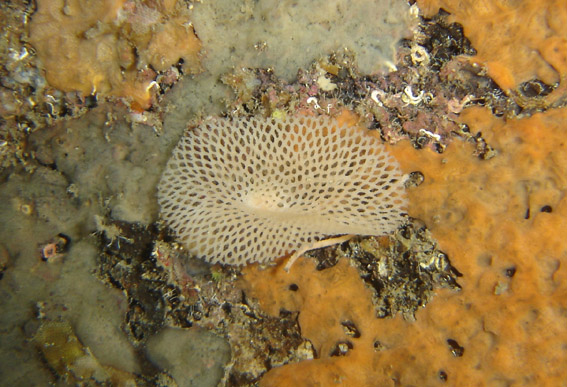
Ectoprocta.
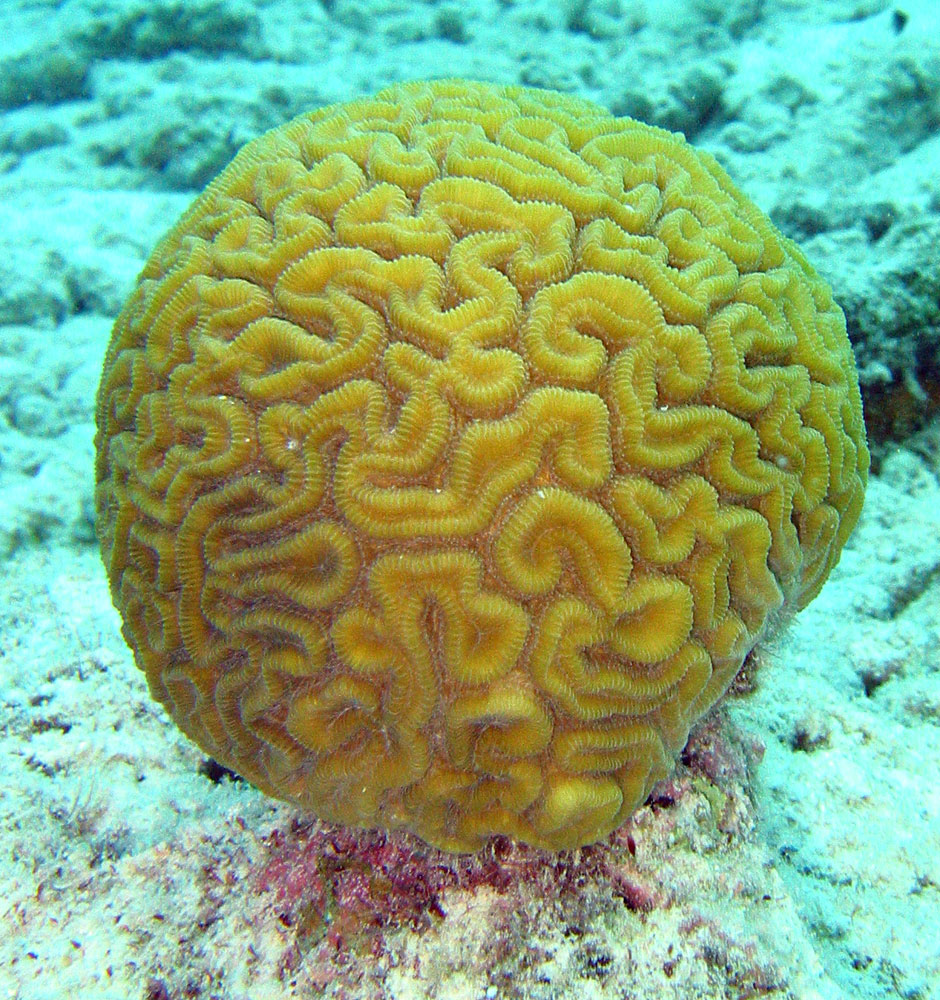
Scleractinia.

### Liens connexes
- Liste des parcs régionaux italiens
- Liste des aires marines protégées en Italie
- Phare de Punta Campanella